# Stereoma
Stereoma is een geslacht van kevers uit de familie bladkevers (Chrysomelidae).
De wetenschappelijke naam van het geslacht werd in 1848 gepubliceerd door Jean Théodore Lacordaire.

## Soorten
- Stereoma mourei Moldenke, 1981
- Stereoma seenoi Moldenke, 1981